# Hjem-IS
Hjem-IS — скандинавский бренд мороженого. В Дании и Норвегии носит название Hjem-IS, в Швеции — Hemglass, а в Финляндии — Kotijäätelö (каждое слово в переводе обозначает «Домашнее мороженое»).
Мороженое Hjem-IS продаётся в кузовах голубых фургонов и доставляется на дом по заказам клиентов. В Швеции фургоны имеют фирменную мелодию, похожую, но не идентичную музыкальной теме Лорел и Харди; в Дании это звучит, как колокол.

## История
Компания Hemglass была основана шведом Эриком Эрикссоном в 1968 году. Чуть позже компания начала свою деятельность в других странах: в 1976 году — в Дании, а в 1993 году — в Норвегии и Финляндии. Материнская компания, Hjem-IS Europa A/S, существовала с 1991 по 2008 год, а её штаб-квартира находилась в Коллинге, Дания. С 1989 по начало 2000 годов компания осуществляла свою деятельность в некоторых регионах Великобритании.
С 2002 по 31 декабря 2013 года бренд Hjem-IS принадлежал швейцарской транснациональной корпорации Nestlé. После 2013 года компания Nestlé продала датское, норвежское и шведское подразделения трём разным компаниям. Финское подразделение было ликвидировано. Шведская часть, Hemglass, была продана компании Varsego Sverige AB. В 2014 году норвежское подразделение было распущено Исбьёрном Исом. Компания Hjem-IS Denmark была продана группе из 4 инвесторов без каких-либо затрат, объединив её со своей компанией Viking Is. В 2017 году объединённая компания была продана производителю мороженого Premier Is, принадлежавшему компании Food Union (ранее — Nestlé).

## Галерея

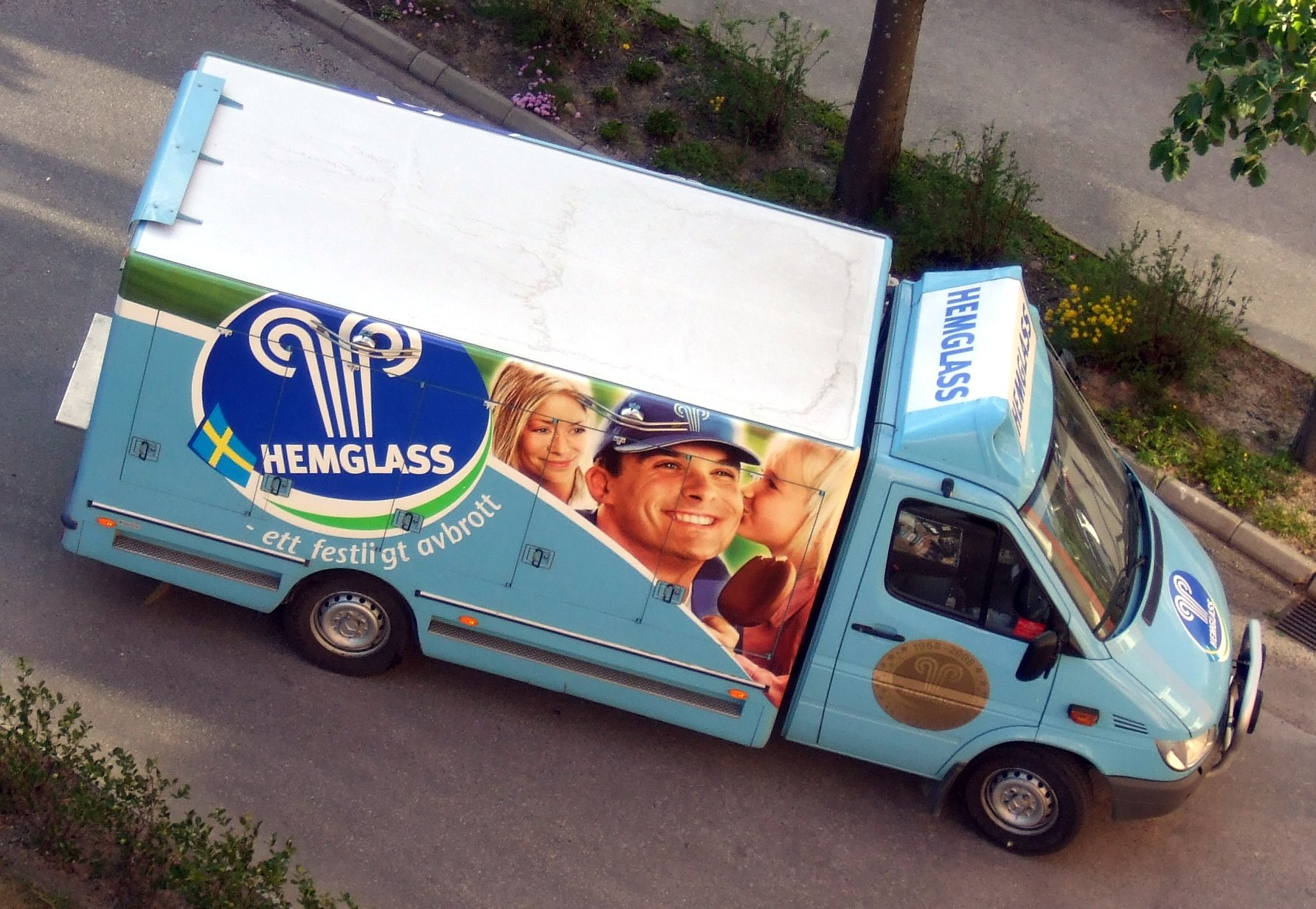
Фургон Mercedes-Benz T1N, доставляющий мороженое Hemglass, в Швеции
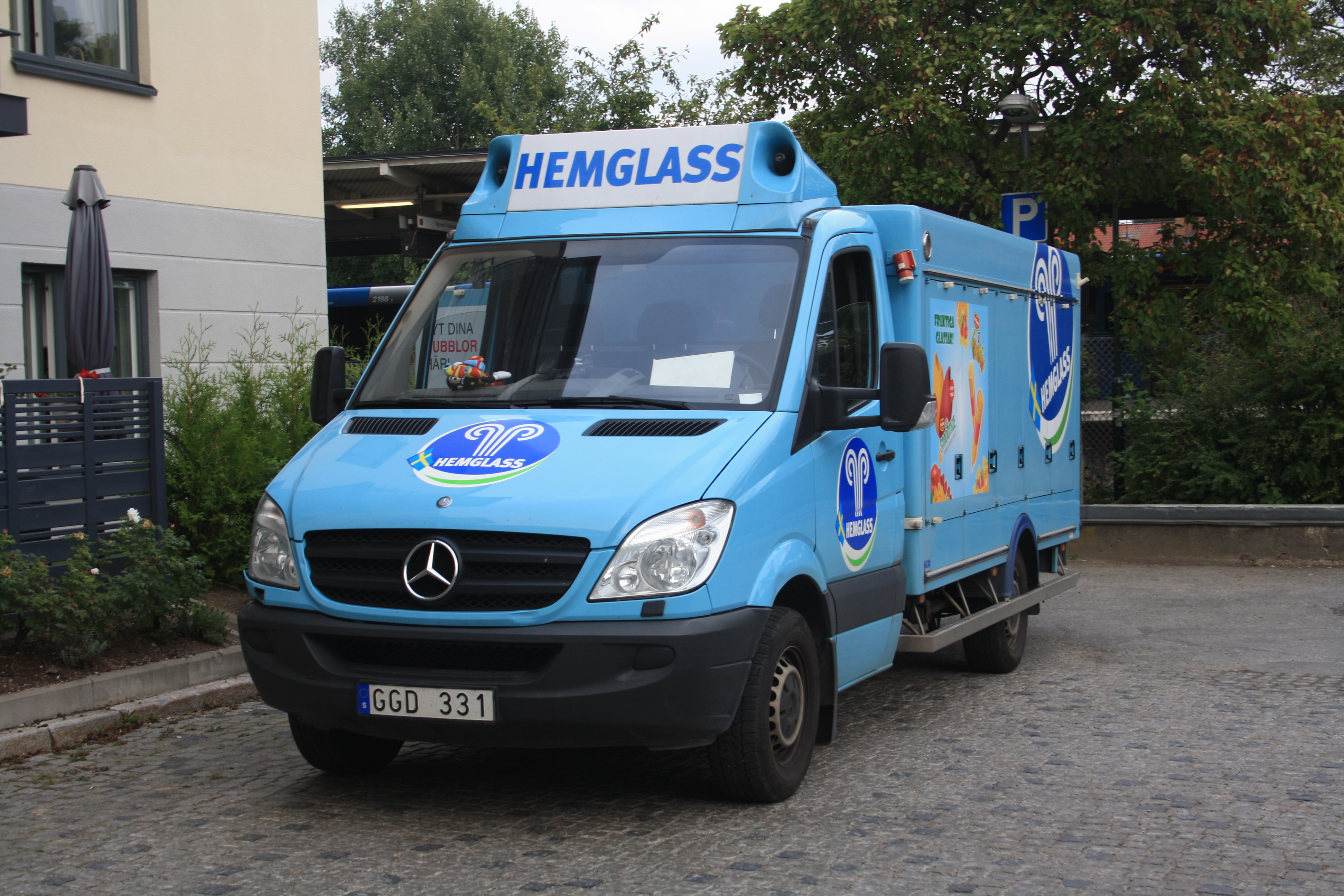
Фургон Mercedes-Benz W906, доставляющий мороженое Hemglass, в Швеции